# Moviment dels Exploradors Àrabs i Drusos
El Moviment dels Exploradors Àrabs i Drusos, és un membre coeducacional de la Federació d'Exploradors d'Israel. L'associació està formada per tropes d'exploradors àrabs, musulmans, cristians i drusos.

## Organitzacions que formen part de l'associació

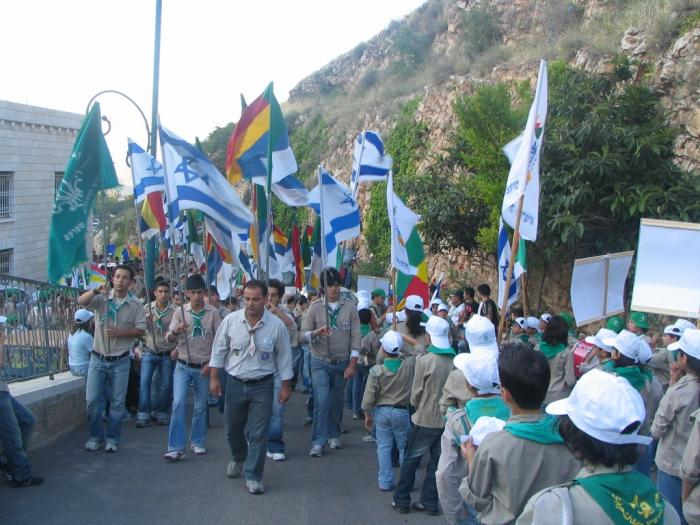
Exploradors drusos marxen cap a la tomba de Jetró.

Les associacions que formen part de l'organització són les següents:
- L'Associació dels Exploradors Drusos: 5.000 membres, el seu emblema és un estel drus i una torxa.
- L'Associació dels Exploradors Catòlics a Israel: 3.000 membres, el seu emblema és una creu cristiana amb els colors de Palestina.
- L'Associació dels Exploradors Cristians Ortodoxos: 2.500 membres, el seu emblema mostra l'ornament de la Bandera de les Nacions Unides.
- L'Associació dels Exploradors Àrabs d'Israel: Té 2.000 membres.